# Bistolida erythraeensis
Espèce
Synonymes
- Cypraea erythraeensis

Bistolida erythraeensis est une espèce de mollusques gastéropodes de la famille des Cypraeidae.
- Répartition : mer Rouge, golfe d'Aden et Zanzibar.

## Philatélie
Ce coquillage (Cypraea erythraeensis) figure sur une émission du territoire français des Afars et des Issas de 1976 (valeur faciale : 55 F). et de la république de Djibouti en 1982 (Y&T 557)